# Dama di Auxerre

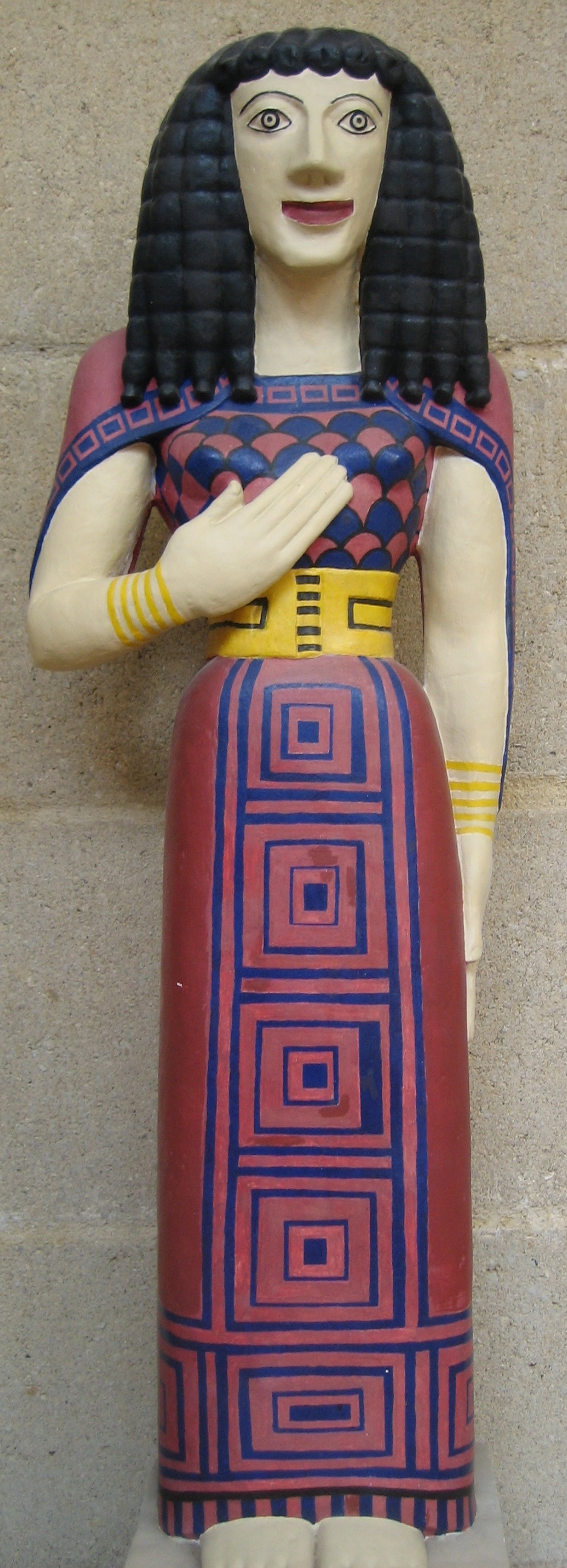
Un calco con la ricostruzione dell'originaria policromia della scultura presso l'Università di Cambridge

La Dama di Auxerre è una scultura greca in calcare conchiglifero del VII secolo a.C. conservata nel Museo del Louvre di Parigi.

## Storia e descrizione
La sua provenienza originaria è sconosciuta: fu acquistata nel 1895 da un impresario teatrale di Auxerre, che la cedette in seguito al locale museo. Venne ritrovata nei depositi del museo nel 1907 da Maxime Collignon, curatore del Museo del Louvre, al quale venne ceduta nel 1909.
Fu in seguito attribuita alla scuola dedalica cretese e datata tra il 650 e il 625 a.C.
La scultura rappresenta una figura femminile nella posizione dell'offerente (kore, dal greco, significa "ragazza" in italiano), è raffigurata in piedi, con i piedi uniti e con la mano destra al petto in un gesto di preghiera e la sinistra distesa lungo il fianco. Indossa il peplo, stretto in vita da un'alta cintura e con le spalle coperte da una mantellina. La veste era in origine decorata in policromia (tracce di colore rosso sono ancora presenti sul busto), sulla base di un disegno reso con sottili incisioni sulla superficie della pietra.
Secondo lo stile della scultura (scultura dedalica), segue uno schema rigidamente frontale e la struttura corporea scompare nascosta dalla pesante veste. Il volto si presenta di forma triangolare, incorniciato dai due simmetrici triangoli della capigliatura, con grandi occhi spalancati. Conserva la vita sottile delle sculture minoiche, mentre la forma della capigliatura rivela influssi della scultura egizia.
Negli anni novanta alcuni frammenti analoghi scoperti negli scavi di Eleutherna (necropoli di Orthi Petra) hanno contribuito a definirne l'originario luogo di provenienza.